# Thréitol
Le thréitol est un polyol en C4 de formule semi-développée HOCH2–CHOH–CHOH–CH2OH et de nom systématique butane-1,2,3,4-tétrol. C'est le racémique des deux énantiomères :
- D-thréitol ou (2R,3R)-butane-1,2,3,4-tétrol
- L-thréitol ou (2S,3S)-butane-1,2,3,4-tétrol

Le composé méso (R,S) quant à lui est nommé érythritol. Érythritol et thréitol sont donc diastéréoisomères.
Le thréitol est principalement utilisé comme réactif intermédiaire dans la synthèse d'autres composés organiques.